# Preeti Dubey
Preeti Dubey (en hindi : प्रीति दुबे) est joueuse de hockey sur gazon indienne. Elle évolue au Railway Sports Promotion Board et a joué au sein de l'équipe nationale indienne de Hockey.

## Biographie
Preeti grandit dans le Gorakhpur, en Inde et étudie au  Bir Bahadur Singh Sports College.
Elle rencontre la coach Madhya Pradesh de la  MP Women's Hockey Academy en 2014, ce qui lui permet d'intégrer l'équipe,.Elle est promue en 2017 au rang de capitaine de l'équipe nationale indienne féminine.

Elle travaille aujourd'hui au Central Railway de Mumbai.

## Carrière
- Elle a fit ses débuts en équipe première en novembre 2015 à Rosario lors d'un double match amical contre l'Argentine.
- Elle a fait partie de l'équipe nationale pour les Jeux olympiques 2016[5],[6].
- Elle a fait partie de l'équipe ayant obtenu le trophée de championne d'Asie à Singapour le 29 Octobre 2016[7].

## Palmarès
- : 1re aux Jeux sud-asiatiques 2016.
- : 1re au Champions Trophy d'Asie 2016.
- : 3e à la Ligue professionnelle 2021-2022.